# 大叻站

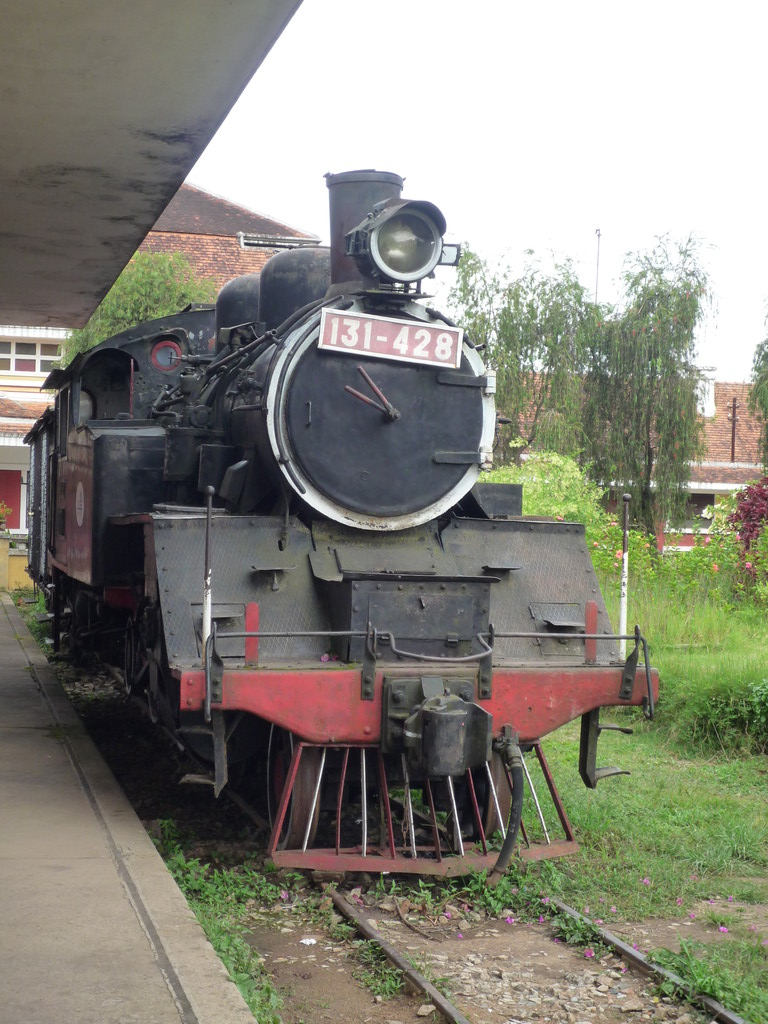
蒸汽机车

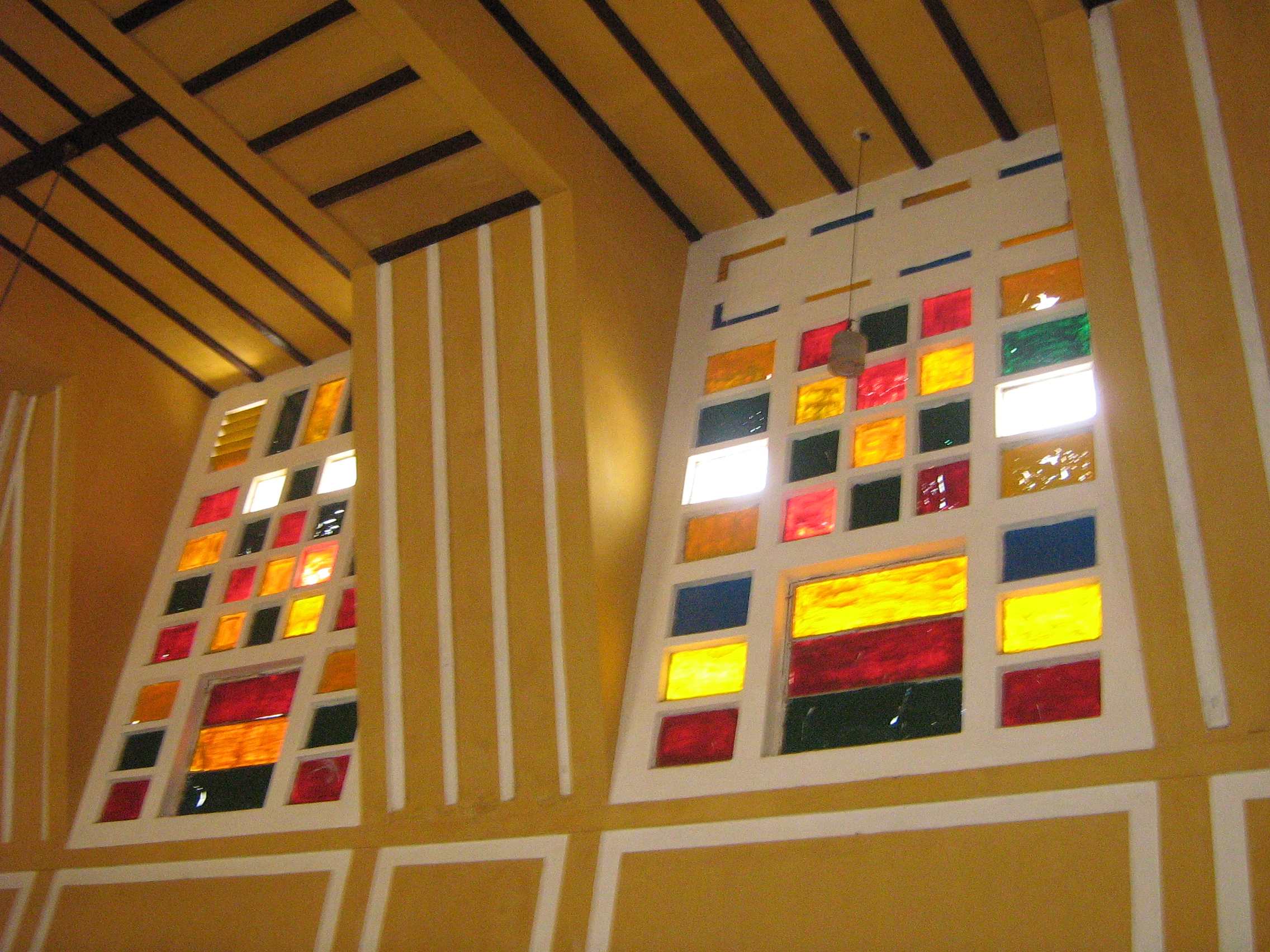
彩色玻璃窗

大叻站（越南语：／*/?）是越南大塔铁路的一个火车站，服务于林同省大叻市。它是由法国建筑师Moncet和Reveron设计于1932年，并于1938年开业。此后仅数年就由于战争而长期遭废弃，直到1990年代才恢复了通往附近村庄Trai Mat的7公里长的旅游线路。大叻火车站拥有独特的建筑风格，整体而言为裝飾藝術风格，和法国的特鲁维勒-多维勒站风格相似，同时又结合了本土的越南中部高地的建筑元素。